# Gangkou (sockenhuvudort i Kina, Hubei Sheng, lat 29,44, long 114,20)
Gangkou (kinesiska: 港口) är en sockenhuvudort i Kina. Den ligger i provinsen Hubei, i den centrala delen av landet, omkring 130 kilometer söder om provinshuvudstaden Wuhan. Antalet invånare är 20 439. Befolkningen består av 10 294 kvinnor och 10 145 män. Barn under 15 år utgör 20,0 %, vuxna 15-64 år 72 %, och äldre över 65 år 7,0 %.
Runt Gangkou är det ganska tätbefolkat, med 160 invånare per kvadratkilometer. Närmaste större samhälle är Baini, 12,7 km nordväst om Gangkou. I omgivningarna runt Gangkou växer i huvudsak blandskog.
Genomsnittlig årsnederbörd är 2 181 millimeter. Den regnigaste månaden är maj, med i genomsnitt 349 mm nederbörd, och den torraste är januari, med 56 mm nederbörd.